# 340. pehotni polk (Italija)
340. pehotni polk Bari je bil pehotni polk Kraljeve italijanske kopenske vojske.

## Zgodovina
Med drugo svetovno vojno je bil polk nastanjen na Sardiniji.